# مثلث (مجموعه تلویزیونی)
مثلث (کره‌ای: 트라이앵글) یک مجموعهٔ تلویزیونی کره جنوبی سال ۲۰۱۴ با بازی لی بوم-سو، کیم جه جونگ، ایم شی‌وان، اوه یون سو و بک جین-هی است. این مجموعه از ۵ مه تا ۲۹ ژوئیه ۲۰۱۴ روزهای دوشنبه و سه‌شنبه ساعت ۲۲:۰۰ (کی‌اس‌تی) از ام‌بی‌سی برای ۲۶ قسمت پخش شد. مثلث به کارگردانی یو چول یونگ و نویسندگی چوی وان کیو است که قبلاً در آل این (۲۰۰۳) همکاری کرده بودند.

## بازیگران

### اصلی
- لی بوم-سو در نقش جانگ دونگ سو
  - نو یونگ-هاک در نقش جوانی دونگ سو
- کیم جه جونگ در نقش جانگ دونگ چول / هو یونگ دال[۴][۵][۶][۷][۸]
- ایم شی‌وان در نقش جانگ دونگ وو / یون یانگ ها[۹]
- اوه یون سو در نقش هوانگ شین هه[۱۰]
- بک جین-هی در نقش اوه جونگ هی[۱۱][۱۲][۱۳]